# 小田勘衛門
小田 勘衛門（おだ かんえもん）は、幕末から明治時代にかけての徳山藩士。諱は陳剛。徳山藩の藩校・興譲館で神道無念流の指南役を務める。

## 生涯
徳山藩の藩校・鳴鳳館の指南方を務めた梅地喜間太に師事して神道無念流を学んだ後に、明治4年（1871年）まで藩校の興譲館（鳴鳳館から改名）で神道無念流の指南役を務めた。門下生には井上達次などがいる。
明治4年（1871年）5月に徳山藩が廃藩となってからは自宅に道場を開いて門下生を指導し、明治23年（1890年）に死去。